# Arflex
La Arflex è un'azienda italiana che produce mobili di design. È parte del gruppo Seven Salotti dal 1995.

## Storia

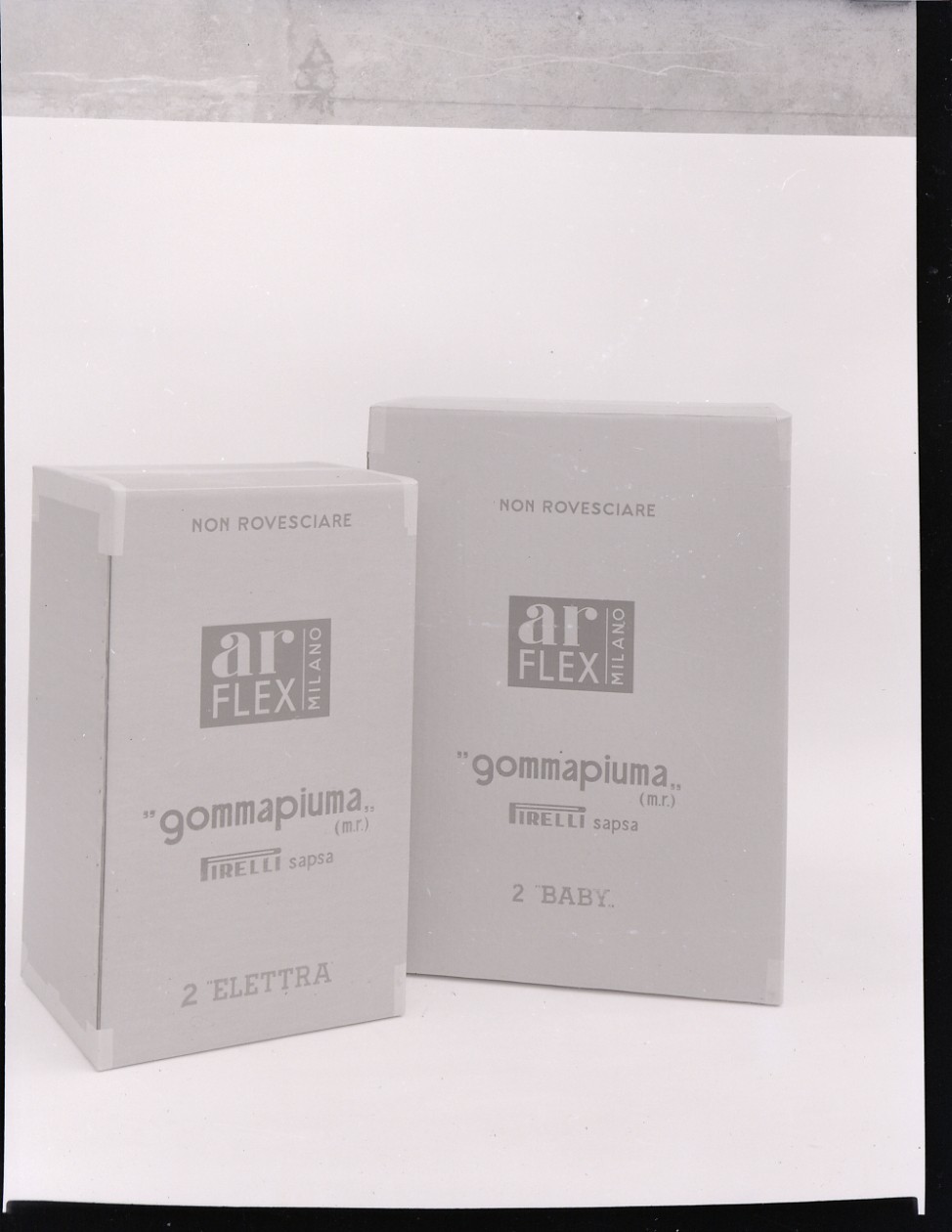
Gommapiuma Arflex. Foto di Paolo Monti, 1975

Venne costituita nel 1948 a Milano da un gruppo di tecnici provenienti dalla Pirelli: Aldo Bay, Pio Reggiani e Carlo Barassi. Iniziò la produzione basandosi sull'utilizzo di nuovi materiali per le imbottiture (gommapiuma, nastri elastici prodotti da Pirelli). Dopo essere stata acquisita dalla Seven Salotti, il presidente del gruppo divenne Pierantonio Colombo titolare della Seven Salotti 
Vi collaborava sin dalle origini l'architetto Marco Zanuso, che nel 1951 vinse una medaglia d'oro della IX Triennale di Milano, con la poltrona Lady; sull'onda del successo della poltrona, nello stesso anno Zanuso disegna anche il divano (IX Triennale) per Arflex.
Nel corso degli anni la collaborazione tra la Arflex e Zanuso produsse altre quattro medaglie d'oro della Triennale (divano letto "Sleep", poltrona "Martingala", poltrona "Fourline" e il divano "IX Triennale").
Nel 1995 la Seven Salotti rilevò il marchio continuando la partecipazione della ditta nel mondo del disegno industriale, e coinvolgendo vari architetti tra i quali Ettore Sottsass, Marco Zanuso e Cini Boeri.

## Progettisti
Tra i progettisti che hanno lavorato per l'azienda
: 
- Franco Albini con la poltrona Fiorenza disegnata nel 1952
- Achille Castiglioni e Pier Giacomo Castiglioni con la seduta Poltrona Cubo del 1957
- Joe Colombo del quale produce il contenitore modulare Uomo-Donna 1964
- lo studio BBPR
- Carlo Bartoli
- Cini Boeri che disegna Bobo (1967), Serpentone (1971) e la linea Strips (1972-79) il cui divano nel 1979 ottiene il premio Compasso d'oro.

## Riconoscimenti

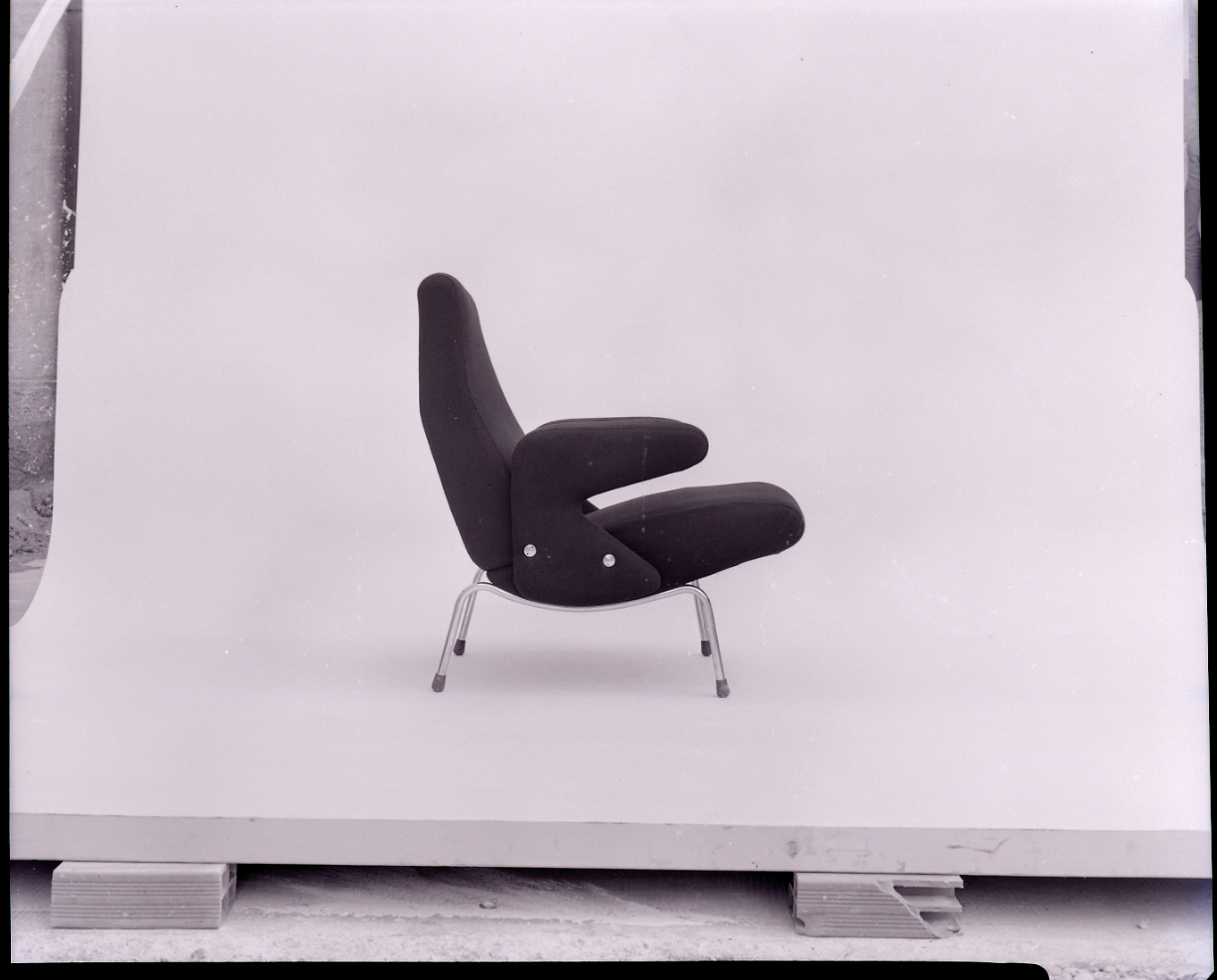
Poltrona Delfino di Erberto Carboni prodotta da Arflex. Foto di Paolo Monti, 1975

Alcuni autori con i suoi prodotti hanno ricevuto riconoscimenti internazionali come: Isao Hosoe (Dune, 1995 The Design Distinction Award), Hannes Wetstein, (Spline premio International Design Award 2002) e Monica Graffeo (Mints, 2004 Premio Young & Design).
Prodotti della Arflex sono esposti nel Museum of Modern Art di New York, nella collezione permanente del design della Triennale di Milano, nel museo permanente del design di Ravenna e la poltrona Fourline è presente sui francobolli di design delle Poste Italiane.

## Curiosità
Tra il 1951 e il 1954 la Arflex produsse anche sedili per automobili, da sostituire ai normali sedili di serie, costruiti in gommapiuma e nastri elastici e con fodere asportabili e schienali ribaltabili, progettati da Carlo Barassi (i sedili Mille miglia e Sedile lettino, utilizzabili dalla Fiat Topolino).